# 올림픽 러시아 올림픽 위원회 선수단
러시아의 도핑 스캔들 이후, 여러 올림픽 기간 동안 러시아 선수들은 자국 국기와 국가로 경기를 펼칠 수 없었고, 국가 이름인 러시아를 사용할 수도 없었다. 이러한 제재에 대한 동일한 초기 이유에도 불구하고 이 기간 동안 러시아 선수들은 다양한 이름으로 다양한 올림피아드에 참가했다. 2018년까지 러시아 올림픽 위원회는 2018년 동계 올림픽 출전이 정지되었고, 러시아 정부 관계자들은 올림픽 출전이 금지되었으며, 러시아 선수 개개인은 "러시아 출신 올림픽 선수(OAR)"로서 올림픽 깃발과 국가 아래 중립적으로 경기할 수 있었다. 2020년 이전에는 러시아 올림픽 위원회가 복원되었으나, 세계 반도핑 기구(WADA)의 결정과 후속 스포츠 중재 재판소(CAS)의 결정에 따라 개별 러시아 선수들은 올림픽 참가가 허용되었다. 2020년 하계 올림픽과 2022년 동계 올림픽은 "러시아 올림픽 위원회"의 깃발과 "ROC"라는 약어로 표트르 차이콥스키 피아노 협주곡 1번의 일부를 국가로 사용한다.
IOC 외부 소식통에서는 'OAR'과 'ROC'의 올림피아드 공연을 그룹화하여 이 팀이 등장하는 단일한 이유라는 맥락에서 같은 팀의 공연으로 간주할 수 있다.